# دانشگاه تگزاس ای اند ام در کینگزویل
دانشگاه تگزاس ای اند ام در کینگزویل (به انگلیسی: Texas A&M University-Kingsville) یکی از دانشگاه‌های دولتی و پژوهشی ایالات متحده است که در شهر کینگزویل و در ایالت تگزاس واقع شده‌است. این دانشگاه بخشی از سامانه دانشگاه ای اند ام تگزاس است.

## رشته‌ها

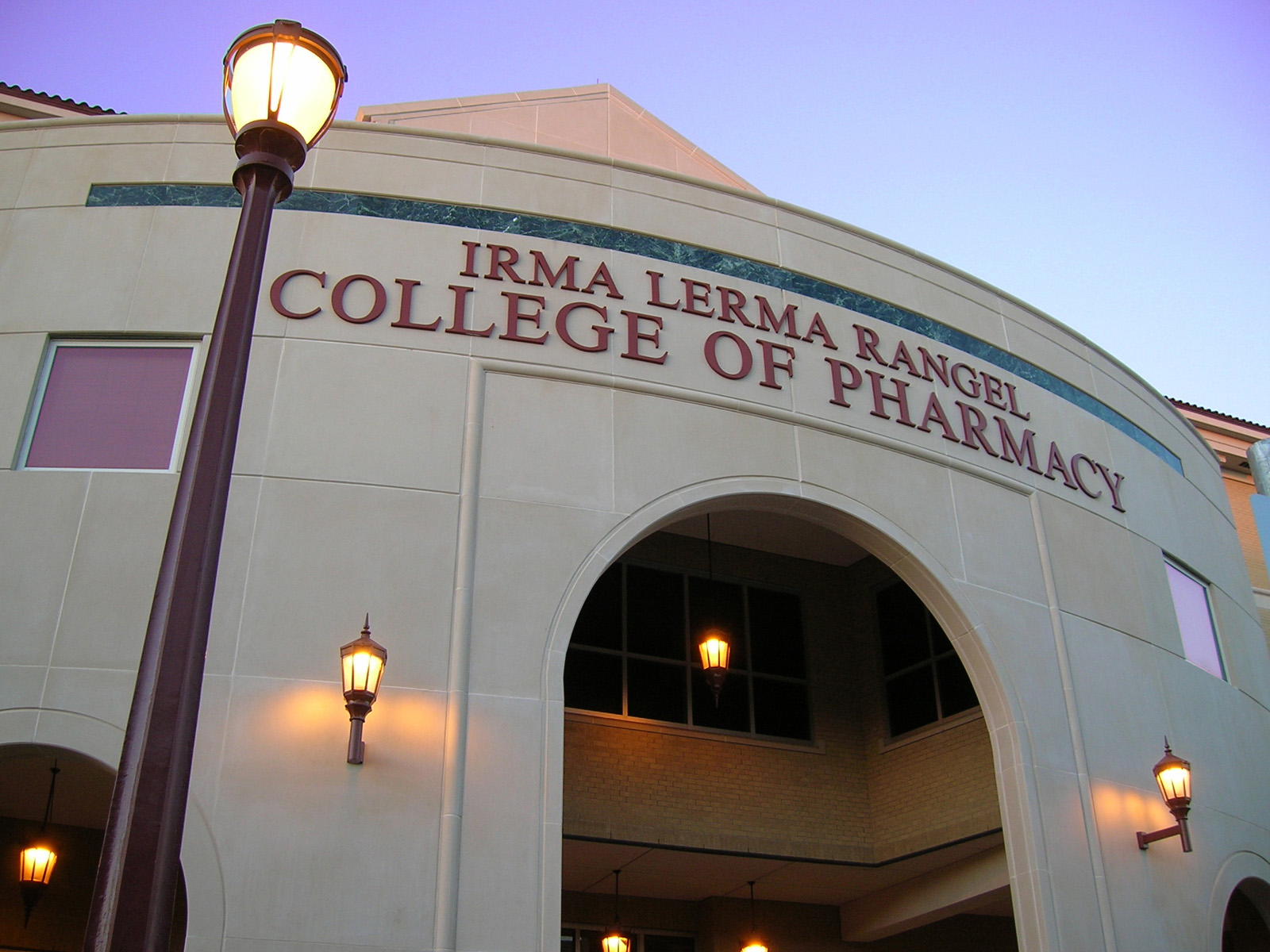
دانشگاه داروسازی ارما لرما رنهل در محوطه دانشگاه تگزاس A&M کینگزویل قرار گرفته‌است.

این دانشگاه شامل ۵۶ رشته کارشناسی، ۶۱ مدرک کارشناسی ارشد و ۶ مدرک دکترا در کشاورزی، منابع طبیعی و علوم انسانی، هنر، مدیریت کسب و کار، آموزش و پرورش و عملکرد انسانی و مهندسی می‌باشد.